# Os Africanos no Brasil
"Os Africanos no Brasil"  é um livro do médico e antropólogo brasileiro Nina Rodrigues, publicado postumamente em 1932, mas escrito entre 1890 e 1905. O autor, um dos expoentes das teorias raciais à época, explica o subdesenvolvimento do Brasil como consequência da predominância de mão de obra negra. A teoria, aceita como verdade por muito tempo, serviu de base para que o governo brasileiro estimulasse ainda mais a imigração de europeus brancos.
Os ensaios pioneiros ali contidos são dedicados a descrever e analisar vários elementos, entre eles os biológicos, os médicos, os penais mas, sobretudo, os elementos sociais e culturais das populações descendentes de escravos no Brasil. O livro se divide em nove capítulos:
1 - Procedências africanas dos negros brasileiros.
2 - Os negros maometanos no Brasil.
3 - As sublevações de negros no Brasil anteriores ao século XIX - Palmares.
4 - Os últimos africanos: nações pretas que se extinguem.
5 - Sobrevivências africanas - As línguas e as belas - artes nos colonos pretos.
6 - Sobrevivência totêmicas: festas populares e folclore.
7 - Sobrevivências religiosas.
8 - Valor social das raças e povos negros que colonizaram o Brasil e dos seus descendentes.
9 - A sobrevivência psíquica na criminalidade dos negros no Brasil.

## Conteúdo do livro
Uma das principais linhas de investigação do livro é a presença africana no Brasil. No dizer do autor, dos "últimos africanos no Brasil" pois, apesar de, por muito tempo, representarem algo próximo da maioria (nas estatísticas que apresenta, em 1798 negros e pardos (escravos) representavam 59,96% da população brasileira, e, em 1818, negros representavam 45,46%), o Brasil, segundo ele, destinava-se à mestiçagem e fusão das raças, destino que ele parecia querer evitar com suas recomendações racistas. Segundo  Netto, o livro "Os Africanos no Brasil" tenta, a todo momento, mostrar os perigos que representa a influência direta ou indireta do negro na nossa cultura; bem como a descrença no florescimento da Nação brasileira fundada na miscigenação, sugerindo o branqueamento via imigração europeia da população como fator de redenção nacional. O fato é que tanto Nina Rodrigues quanto os autores escolhidos por ele, representantes emblemáticos das teorias científicas de sua época (Herbert Spencer (1820-1903); Charles Darwin (1809-1882), por exemplo), ignoraram totalmente o papel da opressão do processo colonizador a que os povos africanos e indígenas foram submetidos, e o poder determinante destes nos modos de vida das populações colonizadas e desenvolvimento da "colônia".
Schwarcz,  na resenha que fez do livro de Nina Rodrigues "O animismo fetichista dos negros baianos", destaca que, neste livro, três temas lhe parecem fundamentais: a distinção entre africanos sudaneses e bantos, o sincretismo religioso e a constatação de que a crença animista baiana encontra-se generalizada, chegando até a elite. No livro "Os africanos do Brasil", a distinção das procedências, raças e povos negros que colonizaram o Brasil é acentuada.
Nina Rodrigues contesta, com precisão, a crença que dominava os "cientistas pátrios", segundo ele, de que foram os bantos os povos negros que colonizaram o Brasil graças à predominância do tráfico proveniente da África Meridional e ilhas do Golfo da Guiné, limitando-se às etnias: congo, cabindas, angolas (costa ocidental), macuas e angicos (oriental). Reconhece, porém, a supremacia numérica dos que falam as línguas "tu" ou bantas, posição que revê posteriormente, ao tentar explicar, pela mesma razão numérica, a predominância da forma ritual organizada e mitologia dos jejes e iorubanos nas sobrevivências religiosas.
Segundo ele, a distinção principal, a mais geral e conhecida entre agrupamentos dos colonos negros são: bantos (angolas, conguenses, moçambiques) e sudaneses (iorubás, jejes, fantis) Os dados e documentos coligidos em seu trabalho o conduziram a elaborar o seguinte quadro:

### Divisão dos povos africanos segundo o livro

Mapa da distribuição das principais famílias de línguas africanas

1. Camitas africanos: fulás, berberes, tuaregues.
Mestiços camitas: filanins, pretos-fulos.
Mestiços camitas e semitas: bantos orientais.
2. Negros bantos:
a) Ocidentais: cazimbas, schéschés, xexys, auzazes, pximbas, tembos, congos (Martius e Spix), cameruns.
b) Orientais: macuas, anjicos (Martius e Spix)
3. Negros "sudaneses":
a) Mandês: mandingas, malinquês, sossos, solimas.
b) Negros da Senegâmbia: uolofes, falúpios, sererês, kruscacheu.
c) Negros da Costa do Ouro e dos Escravos: gás, tshis, axantes, minas e fantis (?) jejes ou eués, nagôs, beins.
d) Sudaneses centrais: nupés, Hauçás, adamauás, bornus, guruncis, mossis (?)
4. Negros Insulani: bassós, bissau, Bijagós.